# Sukhirin
Sukhirin (em tailandês: สุคิริน) é um distrito da província de Narathiwat, no sul da Tailândia.